# Bujalaro
Bujalaro est une commune d'Espagne de la province de Guadalajara dans la communauté autonome de Castille-La Manche.

## Personnalités liées
- Antonio Pérez Henares (1953-), romancier et journaliste